# Bitter (øl)
 For alternative betydninger, se Bitter. (Se også artikler, som begynder med Bitter)
Bitter er det britiske navn for en type Pale Ale. Bitter blev først brugt i Storbritannien i det tidlige 19. århundrede, indtil da blev Pale Ale brugt om bitter.

## Historie
Kunderne foretrak at kalde dette øl for Bitter, men bryggerierne beholdt termen Pale Ale. Kunderne ville antagelig adskille de bitre typer af Ale fra de mindre bitre, som Porter. Pale Ale var brygget af malt og tørret med Koks. Fra midten af 1830'erne blev navnerne brugt synonymt.
Fra midten af det 20. århundrede blev flaskerne mærket Pale Ale, fadene Bitter. I dag bruges Pale Ale kun lidt, Bitter har taget over.

## Farve og alkoholindhold
Bitter har større variation i smag og farve end anden Pale Ale. Bitter er bronze- til kobberfarvet. Den kan være lys, næsten som Pilsner, men også mørk, næsten som Stout. Alkoholindholdet varierer mellem 3 og 7, i Storbritannien oftest ca. 4 procent.